# مک‌دانل داگلاس دی‌سی-۹
مک‌دانل داگلاس دی‌سی-۹ (به انگلیسی: McDonnell Douglas DC-9) یک هواپیمای ساختِ کارخانهٔ شرکت هواپیماسازی داگلاس  (در اوایل سال ۱۹۶۶ شرکت داگلاس سفارش‌های زیادی جهت ساخت قبول کرده بود و هم‌زمان شرکت مک‌دانل نیز در حال پیشرفت روزافزون در این صنعت بود. تا زمانی که هزینه‌های راه‌اندازی و تولید هواپیماهای مدل داگلاس DC-8 و DC-9 منجر به کاهش منابع مالی شرکت داگلاس گردید.) این شرکت در کشور ایالات متحده آمریکا است .
این نوع از هواپیما در سال ۱۹۶۵–۱۹۸۲ ساخته شد. نخستین استفاده‌کنندهٔ این هواپیما USA Jet Airlines بوده‌است. این هواپیما برای نخستین بار در ۲۵ فوریه ۱۹۶۵ میلادی مورد استفاده قرار گرفت.